# قندرقالو
قندرقالو، روستایی از توابع بخش قره‌پشتلو شهرستان زنجان در استان زنجان ایران است.

## جمعیت
این روستا در دهستان قره‌پشتلو پایین قرار دارد و براساس سرشماری مرکز آمار ایران در سال ۱۳۸۵، جمعیت آن ۲۵۸ نفر (۵۲خانوار) بوده‌است.